# Sufrí

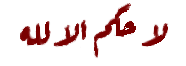
Texto Sufrí

La sufrí (árabe: الصفرية aṣ-Ṣufriyya) fue una rama jariyita del islam que existió en los siglos VII y VIII. Sus seguidores establecieron el Estado midrarí, con capital en Siyilmasa.
En Argelia (Tremecén), los Banū Ifrēn eran sufríes que se oponían a los califatos omeya, abasida y fatimí, y participaban en los movimientos de resistencia a estos encabezados por Abu Qurra y Abū Yazīd.

## Historia de las revueltas sufríes bereberes en el Magreb
La tribu bereber sufrí de los Miknasa fundó la ciudad de Siyilmasa, en las laderas del Atlas marroquí. El primer reino sufrita se constituyó en la región de Tremecén, en la moderna Argelia. En 771, Abu Qurra, de la tribu de los Banū Ifrēn de Tremecén, trataba de arrebatar a los árabes el dominio de Ifriqiya y del resto del Magreb, con un ejército de trescientos mil jinetes, además de los peones. Después de una disputa que dividió a los jefes bereberes, Abu Qurra volvió a Tremencén e invitó a los idrisíes a firmar la paz.
En 778, Ibn Rustom fundó la dinastía rostomita jarayita y trató de firmar la paz con el gobernador abasí de Kairuán. La situación permaneció estable hasta la aparición de los chiíes fatimíes en 909. Hacia el 940, Abu Yazid, perteneciente a los Banu Ifran y seguidor del jariyismo, desbarató el poder de los fatimíes en Túnez y Argelia. Estos transfirieron su capital a Egipto y encargaron el aplastamiento de la insurrección jariyita en el Magreb a los bereberes ziríes.